# 抚顺矿务局职工工学院
抚顺矿务局职工工学院，简称抚矿工学院，是指一所经辽宁省人民政府批准、中华人民共和国教育部备案，隶属于抚顺矿业集团有限责任公司的成人高等学校。校址位于辽宁省抚顺市新抚区略阳街8号，与抚顺矿业集团技师学院（简称抚矿技校）合署办学，在位于抚顺市新抚区西十路2号的抚顺矿业集团文体中心内还设有业大函授部。其前身可追溯到始建于1956年的抚顺业余煤矿学院(抚顺煤矿业余大学)。根据其官网显示，该校办学至今，已培养了近万名大专以上毕业生，1980年被授予全国成人高等教育先进学校，自2001年辽宁省开展成人高校办学水平评估以来，连续两次被评为辽宁省独立设置成人高校优秀办学单位。

## 历史沿革
1956年，抚顺业余煤矿学院(抚顺煤矿业余大学)创建。
抚顺业余煤矿学院(抚顺煤矿业余大学)撤销。
1972年，抚顺矿务局工业学校创建。
1974年，抚顺矿务局工业学校升格抚顺矿务局“七·二一”工人大学。
1979年，抚顺矿务局“七·二一”工人大学更名为抚顺矿务局职工工学院。
1996年，抚顺矿务局党校、抚顺矿务局干部学校、抚顺矿务局安全培训中心、抚顺矿务局技工学校并入(合署)抚顺矿务局职工工学院。
- 1950年，抚顺矿务局干部学校创建。
- 1987年，抚顺矿务局安全培训中心创建。
  - 1995年，抚顺矿务局安全培训中心并入(合署)抚顺矿务局技工学校。
- 1952年，抚顺矿务局技工学校创建。

2003年，抚顺矿务局卫生学校并入(合署)抚顺矿务局职工工学院。
- 1928年，南满洲铁路资源委员会抚顺炭矿病院看护妇养成所创建。
- 1946年，南满洲铁路资源委员会抚顺炭矿病院看护妇养成所更名为抚顺矿务局资源委员会高级护产学校。
- 1949年，抚顺矿务局资源委员会高级护产学校更名为抚顺矿务局总医院卫生技术学校。
- 1958年，抚顺矿务局总医院卫生技术学校并入阜新卫生学校。
- 1958年，抚顺矿务局总医院卫生技术学校复校并更名为抚顺市中心医院卫生学校。
- 1959年，抚顺业余医学院(第一分院)创建(合署)。
- 抚顺业余医学院(第一分院)改建为抚顺煤矿业余医学院。
- 1963年，抚顺市中心医院卫生学校更名为抚顺矿务局卫生学校。
- 1966年，抚顺煤矿业余医学院停办。
- 1976年，抚顺煤矿业余医学院复校并更名为抚顺矿务局医学专科学校。
- 1979年，抚顺矿务局医学专科学校撤销。

2003年，抚顺矿业集团职业培训中心创建(合署)。
2004年，抚顺矿务局技工学校更名为抚顺矿业集团高级技工学校。
2005年抚顺矿业集团高级技工学校更名为抚顺矿业集团技师学院。

## 简介
学院占地面积82368.91平方米（124亩）。建筑面积32090.21平方米。设有教学楼，实验楼、实训中心、实习工厂、办公楼、学生宿舍楼，食堂、礼堂和体育运动场和体育馆。学院拥有数控加工中心，数控机床、逆变焊机、自动焊机、剪板机及自动化控制等先进的生产实训和实验设备499套，设有20个实验室和8个多媒体教室。图书馆藏书近12万册，报刊杂志100余种。学院管理机构健全，党政分设，设有23个行政科室。近几年学院每年招进新生近2500人。截至2016年5月，学院各层次在校生总数达到7488人。

## 师资队伍
学院现有员工288人，其中教师116人、教学管理35人，其中，文化技术理论课教师76人、实习教师40人，外聘理论和实习兼职教师32名。

## 专业设置
学院现开设的本科专业有会计学、法学、电气工程及自动化、计算机科学与技术、机械工程及自动化、工商管理、土木工程、采矿工程、化学工程与工艺、机械制造及其自动化、测量。专科专业有数控技术 机电一体化 石油工程 经济管理 计算机财务会计  机械设计与制造、计算机应用技术、煤矿开采技术、建筑工程技术、电气自动化技术、应用化工技术、计算机信息管理、机械制造及自动化。

## 知名校友
- 潘利国：辽宁海城人，曾任辽宁省副省长，沈阳市市长等职。1979－1983年抚顺矿务局工学院地下采煤专业在职大专学习。

## 公共交通
乘坐11路、108路、109路在抚矿技师学院站下车即是。